# Бишофф, Клаус
Клаус Бишофф (нем. Klaus Bischoff; 9 июня 1961, Ульм) — немецкий шахматист, гроссмейстер (1990).
Двукратный чемпион Германии (2013 и 2015).
В составе сборных ФРГ и Германии участник 6-и Олимпиад (1986—1990, 2000—2004).

## Изменения рейтинга
| Графики недоступны из-за технических проблем. См. информацию на Фабрикаторе и на mediawiki.org. |